# Ярослав Спічек
Ярослав Олегович Спічек (народився 16 січня 1996 року у Києві, Україна — помер 9.08.2020, Індія) — український філософ.
Творчі зацікавлення: латина, арабська, санскрит, філософія Сходу та традиціоналізм. Особиста домашня бібліотека Ярослава Спічека налічує близько 2000 книжок.

## Життєпис
Випускник бакалаврської (2017) і магістерської (2019) програм «Філософія» НаУКМА.
Автор ряду філософських досліджень, зокрема, «Спадщина Дмитра Мережковського у контексті формування філософії традиціоналізму». На момент смерті — аспірант Інституту філософії імені Г. С. Сковороди.
Хворів на важке вроджене генетичне захворювання муковісцидоз і портребував пересадки легенів.
Помер у Індії, де знаходився майже рік, чекаючи на пересадку легенів.

## Вшанування пам'яті
У березні 2021 року родиною та друзями Ярослава, за підтримки кафедри філософії та релігієзнавства НаУКМА, була заснована "Відзнака для винагородження найкращої кваліфікаційної роботи студента/студентки 2-го року навчання освітньо-наукової (магістерської) програми за спеціальністю «Філософія».
З метою увіковічнення пам'яті Ярослава Спічека та забезпечення багаторічного стабільного призначення Відзнаки, засновники створили пропам'ятний фонд, який формується у "Міжнародному Благодійному Фонді відродження КМА" зі щорічного благодійного внеску членів родини Ярослава Спічека та цільових благодійних пожертв усіх, хто виявить бажання долучитися.
Родина Ярослава також створила "Благодійний фонд імені Ярослава Спічека «Шістдесят п‘ять троянд» для допомоги хворим на муковісцидоз та іншим пацієнтам з рідкісною патологією.